# FCチャンタブリー
FCチャンタブリー (英: Football Club Chanthabouly) は、ラオス・ヴィエンチャンを本拠とするサッカークラブである。旧名ラオ・トヨタFC (英: Lao Toyota Football Club)。

## 概要
2013年にトヨタ自動車のラオス法人によってラオ・トヨタFCとして創設。同年、ヴィエンチャン都リーグ1に参戦し、3位で終えてラオ・プレミアリーグへの昇格を決める。2015年にはプレミアリーグで初優勝した。以来、2016年は優勝を逃したものの2017年から2020年まで4連覇しており、AFCカップの出場権を毎年獲得している。
2021年2月26日、FCチャンタブリーへの改名と新しいロゴを発表した。

## タイトル
- ラオ・リーグ1：5回
  - 2015, 2017, 2018, 2019, 2020

## 過去の成績
| シーズン | リーグ | 順位 | 試 | 勝 | 分 | 敗 | 得 | 失 | 差  | 点 | ラオFFカップ |
| -------- | ------ | ---- | -- | -- | -- | -- | -- | -- | --- | -- | ------------ |
| 2014     | 1部    | 2位  | 18 | 12 | 2  | 4  | 56 | 19 | +37 | 38 | 準優勝       |
| 2015     | 1部    | 1位  | 20 | 15 | 3  | 2  | 63 | 21 | +42 | 48 |              |

## 歴代監督
- 福田潤 2018-2020

## 歴代所属選手
- 伊藤壇 2014
- 井原伸太郎 2014-2015
- 本間和生 2014-2020
- 山口廉史 2016-2018
- 長谷川務 2017-2018
- ピョン・テフィ 2014-2015[2]
- 柳舘知 2021-
- 井手口正昭 2021